# مراد ساغلم
مراد ساغلم (انگلیسی: Murat Sağlam؛ زادهٔ ۱۰ آوریل ۱۹۹۸) بازیکن فوتبال است.
از باشگاه‌هایی که در آن بازی کرده‌است می‌توان به باشگاه فوتبال فنرباغچه اشاره کرد.
وی همچنین در تیم‌های ملی فوتبال جوانان ترکیه، Turkey national under-19 football team، و زیر ۲۱ سال ترکیه بازی کرده‌است.